# Morten Fraysse
Morten Vincent Fraysse (født 3. januar 1998) er en dansk fodboldspiller, der senest har spillet for Holbæk B&I. Han har tidligere spillet for B.93, FC Roskilde og FC Helsingør. Morten er bror til Thomas Fraysse, som spiller fodbold i Vanløse IF 2.

## Karriere

### Tidligere karriere
Morten begyndte sin karriere som ungdomsspiller hos B.93, skiftede videre til FC København og kom tilbage til B.93. I B.93 spillede han et enkelt år som ungdomsspiller inden skiftet til førsteholdet.

### FC Helsingør
Den 28. juni 2018 blev det offentliggjort, at Morten Fraysse skiftede til FC Helsingør.
Den 31. marts 2019 scorede Morten Fraysse sit første seniorkarriere mål i sin FC Helsingør debut mod FC Roskilde.

### FC Roskilde
Den 19. august 2019 blev det offentliggjort, at Morten Fraysse skiftede til FC Roskilde.

### Holbæk B&I
Den 11. juli 2022 blev det offentliggjort, at Morten Fraysse skiftede til Holbæk B&I.